# Нафтова промисловість Китаю

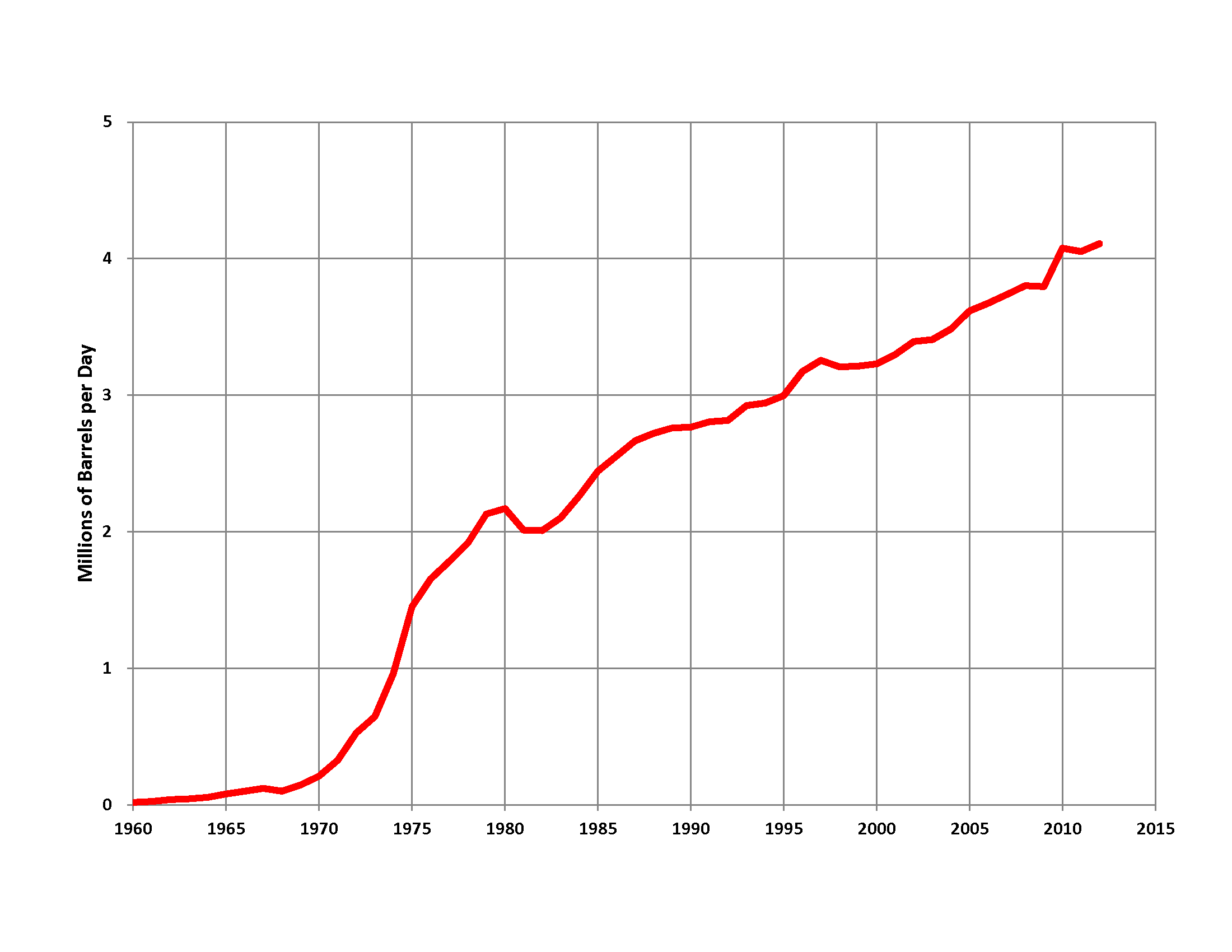
Видобування нафти в Китаї. 1960-2015

Нафтова промисловість Китаю почала розвиватися в 50-ті роки XX ст. В 1963 р. після розвідки великого нафтового родовища в провінції Хейлунцзян, повністю забезпечила потреби країни в нафті. З подальшими відкриттями нафтових родовищ, особливо в провінціях Шаньдун і Хебей, потенційні можливості видобутку нафти збільшилися більш ніж вдвічі.
З 1973 р. почався експорт нафти. З 1978 р. приріст продукції припинився і стабілізувався на рівні близько 100 млн т на рік. На початку 80-х років XX ст. К. займав 6-е місце у світі за видобутком нафти.
У 1996 Китай з видобутком 1141 млн барелів вийшов на 5-е місце у світі з видобутку нафти. Основні родов. нафти: Дацин, Шенлі, Женьцю, Даган, Паньшань, Наньян, Карамай, Юйминь та ін. Діє понад за 30 НПЗ загальною потужністю більш ніж 500 тис. т на рік. Найпотужніші: Пекінський, Дацин, група Фушунських НПЗ, Шанхайський, Нанкінський, Шенлінський та ін. НПЗ. Розвинена система магістральних нафтопроводів (Юйминь — Ланьчжоу, 880 км; Дацін — порт Ціньхуандао — Пекін, 1500 км; Шенлі — Сюйчжоу — Нанкін, 1500 км; Даган — Пекін, 150 км; Шенлі — порт Ціндао, 250 км; Маомін — порт Чжаньцзян, 140 км та ін.) пропускною спроможністю від 1-2 до 13-15 млн т. нафти на рік. Подальший розвиток нафтовидобутку пов'язаний з освоєнням мор. шельфу.
У Китаї надають дуже великого значення розвитку морському нафтовидобутку. Компанія CNOOC має намір інвестувати в розвиток нових нафтових родовищ на шельфах понад 500 млн дол. У найближче п'ятиріччя морський видобуток нафти повинен щорічно зростати на 20%. У 2005 р. на шельфах планується отримати 40 млн т нафти, що складе 25% національного видобутку, тоді як наприкінці XX ст. ця частка не перевищувала 5%. Китай створює власний глибоководний буровий флот і відповідне обладнання.
Китайські експерти виражають побоювання, що безконтрольний інтенсивний розвиток нафтопереробної промисловості країни може привести до перевиробництва нафтопродуктів.
На початку XXI ст. в багатьох приморських містах Китаю (включаючи Далянь, Ціндао, Нанкін, Шанхай. Гуанчжоу, Фучжоу), а також на о. Хайнань активно ведеться будівництво нових або розширення діючих НПЗ. Якщо всі ці плани будуть здійснені, приріст переробних потужностей в Китаї складе близько 80 млн т на рік, тобто біля третини існуючих потужностей. Тільки в Даляні обговорюються проекти будівництва двох переробних комплексів потужністю в 20 і 10 млн т на рік, для одного з яких мається намір провести спеціальну гілку від майбутнього російського нафтопроводу. В приморській провінції Шаньдун в Північно-Східному Китаї планують будівництво великого НПЗ потужністю понад 10 млн т на рік, для чого необхідно інвестиції в сумі 1 млрд дол. Тим часом в Шаньдуні діє понад 20 дрібних НПЗ, що випускають щорічно бл. 16 млн т нафтопродуктів [Xinhua News Agency].